# Sietje Cornelia Hof
Sietje Cornelia (Kaatje) Hof-van der Stad (Melissant, 7 januari 1901 – Hamburg (New Jersey), 23 december 2011) was van 13 oktober 2009 tot aan haar overlijden de oudste van oorsprong Nederlandse persoon. Toen ze overleed, woonde ze echter al meer dan een halve eeuw in de Verenigde Staten.

## Biografie
Sietje Cornelia Hof werd geboren als Sietje Cornelia 'Kaatje' van der Stad in Melissant op het eiland Goeree-Overflakkee in Zuid-Holland. Ze groeide op op een boerderij en bracht veel tijd door op de akker. Op 18 mei 1926 trouwde ze met Hendrik Hof (14 mei 1900 – 2 december 1988), met wie ze twee dochters kreeg.
Hof werd na het overlijden van de 112-jarige Grietje Jansen-Anker op 13 oktober 2009 de oudste Nederlandse persoon. Ze was echter niet de oudste ingezetene van Nederland, omdat ze in 1948 naar New Jersey in de Verenigde Staten emigreerde. De oudste ingezetenen van Nederland waren toentertijd Bertha van Hasselt, Wijtske van Dijk-Meindersma, Geertruida Draaisma en Cornelis Geurtz, die respectievelijk 107, 108, 109 en 110 jaar werden. 
Hof overleed op 23 december 2011 op de leeftijd van 110 jaar en 350 dagen, twee weken voor haar 111e verjaardag.